# Опека (посёлок)
Опека — посёлок в Дмитровском районе Орловской области. Входит в состав Долбёнкинского сельского поселения.

## География
Расположен на левом берегу реки Речицы. Высота над уровнем моря — 255 м. Ближайшие населённые пункты — посёлки Речица и Артель-Труд, село Долбенкино. Опека зачастую упоминается как часть села Долбенкино. 

## История
В 1926 году в посёлке было 16 дворов, проживало 99 человек (45 мужского пола и 54 женского). В то время Опека входила в состав Долбенкинского сельсовета Долбенкинской волости Дмитровского уезда. В 1937 году в посёлке был 21 двор. Во время Великой Отечественной войны, с октября 1941 года по август 1943 года Опека находилась в зоне немецко-фашистской оккупации.

## Население
| 1926 | 1979 | 2002 | 2010 |
| ---- | ---- | ---- | ---- |
| 99   | ↘25  | ↘18  | ↗22  |